# Guerra de carnes

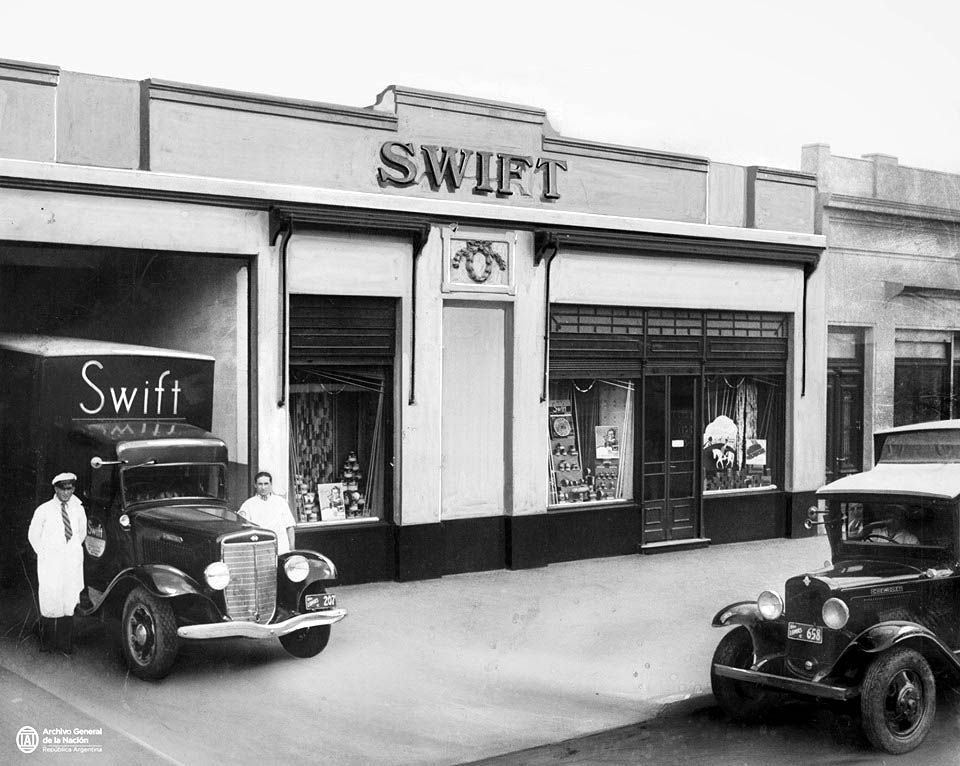
Local de frigorífico estadounidense, en la ciudad de La Plata 1920

La llamada guerra de carnes fue un conflicto que tuvo como principales actores empresariales a los frigoríficos de capitales estadounidenses y de capitales ingleses radicados en Argentina, que terminó generando importantes cambios en la industria cárnica a nivel local e internacional. Este sector experimentó importantes cambios desde finales del siglo XIX hasta finales de los años veinte del siglo XX.
La industria de la carne se caracterizó por una temprana y sólida concentración, así como por una competencia oligopólica entre las principales empresas, inicialmente de capitales ingleses y argentinos, y desde inicio del siglo XX norteamericanos.
Ya desde principios del siglo XX, Argentina fue líder indiscutible en el mercado mundial de carnes, con los frigoríficos como una de las principales industrias del país, tanto por la magnitud de los capitales involucrados y la cantidad de empleados, como por ser uno de los dos sectores clave vinculados a la exportación.
Esta guerra de carnes, fue en realidad una guerra entre frigoríficos y específicamente una guerra de precios. Sin embargo también había una disputa tecnológica, entre la tecnología de congelado y la tecnología de enfriado; y una disputa por las cuotas de exportación que se negociaban de acuerdo a la capacidad de embarque. Esto último se manifestó en períodos de estabilidad y épocas de enfrentamientos por dichas cuotas.

## Contexto histórico
Argentina ya presentaba una historia de más de un siglo en la producción de carnes, específicamente el tasajo que se producía en los saladeros; pero esta producción era artesanal y no industrial. Estos establecimientos serían desplazados por los frigoríficos al término del siglo XIX. 
Durante dicho siglo, el país realizaría exportaciones pequeñas a Inglaterra de ganado en pie, primeramente ovino y luego vacuno y, también, alguna cantidad de tasajo. La carne había sido adaptada al paladar inglés, cruzando las razas existentes en la región con razas inglesas y europeas. Por ejemplo el vacuno criollo cimarrón, flaco y con cuernos, fue reemplazado por animales refinados como los de la raza Shorthorn introducida en 1836 , y otras introducidas luego como Hereford, Aberdeen angus; y el ovino local por el Merino y luego por la Lincoln que tenía mejor carne y era más apta para determinadas pasturas.
Pasado la mitad del siglo XIX se irían sucediendo algunos hechos que darían lugar, en forma indirecta y directa, al surgimiento del frigorífico. 
En 1864 en Inglaterra se prohíbe la venta de tasajo como alimento debido a sus precarias condiciones bromatológicas.  
La invención de la máquina frigorífica en 1867, por el francés Charles Tellier.  
Para 1882 con la intención de facilitar la radicación de frigoríficos, el gobierno de Argentina dispuso la exención de todo impuesto futuro a la carne congelada. 
Y en 1900 Inglaterra prohíbe la exportación de ganado en pie, por motivos de aftosa en Argentina. 
Estos hechos, entre otros, dieron impulso a la industria frigorífica del país. 
Sin embargo, la primera exportación de carne congelada, no fue a Gran Bretaña sino que, se realizó a Francia, con destino específico a la ciudad de Ruan. Esta fue realizada en mayo de 1877 por el buque frigorífico a vapor francés, llamado, L' Frigorifique; para la ocasión se realizó una gala en el buque a la que concurrieron representantes de la Sociedad Rural, la Sociedad Científica Argentina y el Club Industrial, y también representantes del Gobierno de Francia y del Gobierno argentino.  
El ganado vacuno fue provisto por la estancia de Justa Lima de Atucha, ubicada en la ciudad de Lima; fueron faenados por los saladeros ubicados en Campana, “La Industria” y “La Criolla”; y la exportación se realizó por el puerto de Zárate. 
Por otro lado, si bien los datos no son precisos, se cree que el primer frigorífico fue establecido en 1883, por el francés Eugenio Terrassón, en la ciudad de San Nicolás de los Arroyos. Fundó este nuevo establecimiento sobre la base de su saladero "San Luis". Este emprendimiento estaba equipado con una máquina enfriadora "Linde" capaz de congelar 30.000 kilos de carne al día, siendo el primer frigorífico en Argentina y argentino. 

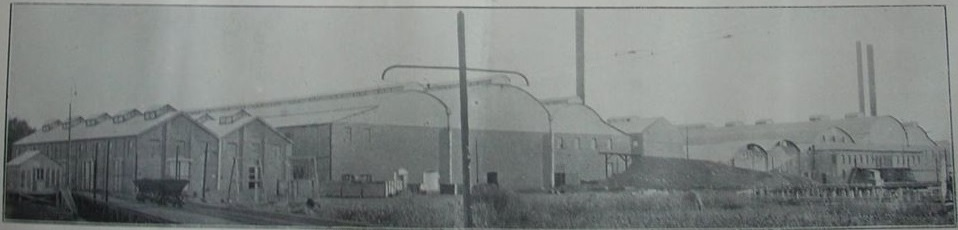
Frigorífico River Plate Fresh Meat Co - Campana - Argentina - Año 1900

Otros sostienen que, el primer frigorífico no solo de Argentina, sino de toda Latinoamérica, fue el llamado River Plate Fresh Meat Co. Ltd. Construido en Campana, provincia de Buenos Aires, este frigorífico fue propiedad del empresario inglés George Wilkinson Drabble. En 1883, Drabble realizó la primera exportación a Londres de carne vacuna refrigerada (chilled beef), marcando así un hito en la industria cárnica de la región. 

## Auge del sector
Los frigoríficos no solo fueron una de las principales industrias establecidas en Argentina, otra importante aunque mucho menor fue la molinera, sino, que, también jugaron un papel fundamental como receptores de capitales británicos y estadounidenses. 
Inicialmente el dinamismo de la exportación al mercado inglés fue de carne ovina pero luego empezaría a decrecer como consecuencia de la preferencia por la carne vacuna. 
| Periodo/Peso oro($) | 1881 | 1885 | 1890  | 1895  | 1900  | 1905  | 1910  | 1914  |
| ------------------- | ---- | ---- | ----- | ----- | ----- | ----- | ----- | ----- |
| Exportaciones ovino | --   | 75   | 1.633 | 1.675 | 2.265 | 6.289 | 6.008 | 4.695 |

Entre 1883 y 1905, se establecieron nueve frigoríficos en San Nicolás, Campana, Avellaneda, Las Palmas, Cuatreros y Zárate. Esta distribución evidencia la estrategia de los frigoríficos de ubicarse cerca del puerto, ya que era crucial evitar la pérdida de frío durante las operaciones de transferencia a las bodegas. Además, estos puertos debían ser más amplios que los utilizados por los saladeros debido al mayor tamaño de los barcos frigoríficos.
En el siguiente cuadro se puede apreciar la evolución de carne ovina y vacuna, como hasta 1900 prevaleció el ovino y luego el vacuno.
| Periodo/Ganado       | 1885 – 1889 | 1890 – 1894 | 1895 – 1899 | 1900 – 1904 | 1905 – 1909 | 1910 – 1913 |
| -------------------- | ----------- | ----------- | ----------- | ----------- | ----------- | ----------- |
| Exportaciones ovino  | 15,6        | 35,7        | 69,4        | 100         | 98,5        | 94,6        |
| Exportaciones vacuno | --          | 1,1         | 7,5         | 100         | 260         | 467,7       |

Como ya se mencionó, los capitales británicos fueron pioneros en el desarrollo inicial de la industria frigorífica en el país, seguidos en menor medida por inversores locales. Sin embargo, en los albores del siglo XX, comenzaron a establecerse plantas de los principales frigoríficos estadounidenses del denominado "Club de Chicago", con el objetivo de abaratar las exportaciones hacia el mercado británico de carnes. Esto se lograba aprovechando la excelente calidad de la materia prima argentina y los costos de producción más bajos a nivel local; y porque en EE.UU el consumo interno estaba dejando poco excedente exportable. A pesar de los mayores costos de transporte, las condiciones en Argentina resultaban muy favorables.

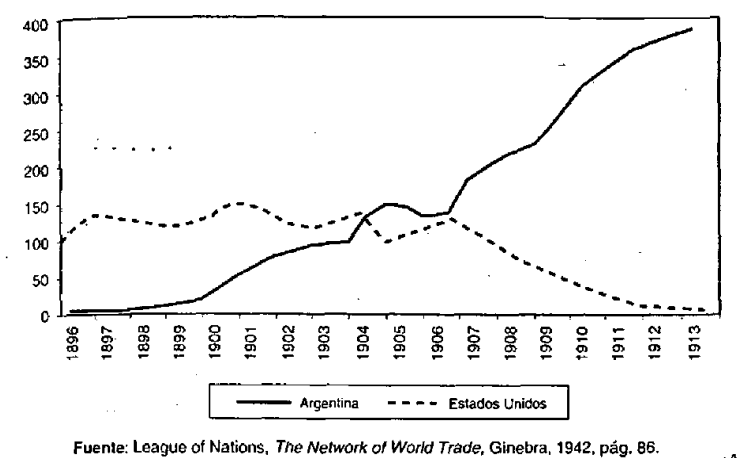
Exportación de carnes EE.UU y Argentina, y el cambio de tendencia desde principio de 1900

Swift fue el primero en establecerse en 1907 mediante la adquisición de La Plata Cold Storage, una instalación destinada principalmente a la preparación de carne enfriada. Posteriormente, en 1909, la National Packing Co. (Swift, Armour y Morris) compró el frigorífico La Blanca, una planta de propiedad argentina ubicada en Avellaneda. Paralelamente, Sulzberger & Sons negociaba con el Frigorífico Argentino, al que finalmente arrendó en 1913.
En 1914, el censo documentó la presencia de trece frigoríficos, los cuales contaban con un capital total de m$n 92.990.000 y una capacidad instalada de 24.287 H.P. Nueve de estos se encontraban ubicados en la Provincia de Buenos Aires, dos en Santa Cruz (a lo largo del Río Gallegos y en el Puerto San Julián), y los dos restantes en la Capital Federal. Entre los más destacados se incluían el River Plate Fresh Meat Co. (1882), Sansinena, La Negra (1883), Las Palmas Produce Co. (1892), La Plata Cold Storage Co. (1902), La Blanca Cold Storage Co. (1902), Smithfield & Argentine Meat Co. (1905), el Frigorífico Argentino (1905), y Armour (alrededor de 1914).
Gracias a la contribución de estos frigoríficos, las exportaciones de carne hacia Gran Bretaña aumentaron considerablemente a partir del final de esa misma década, lo que impulsó aún más las exportaciones argentinas transformándolo en líder mundial.

## La guerra
Durante los primeros diez años del siglo XX, la dominancia británica en el sector cárnico argentino fue desafiada gradualmente por la incursión de compañías estadounidenses. La llegada del poderoso "trust de Chicago" a Argentina debido a, la limitación de los excedentes exportables en EE.UU,  la disponibilidad de capital y la ventaja tecnológica que poseían, les proporcionaban una base sólida para la competencia. Esto condujo a una reestructuración del mercado en la cual los intereses norteamericanos ejercieron su poderío, en general, con éxito.
El grupo de empresarios de chicago, operó bajo la forma de sociedades anónimas argentinas comprando todos los establecimientos posibles, buscando así obtener economías de escala y control del mercado; pagando en algunos casos precios considerados exorbitantes.

Esto va a definir una serie de procesos, tanto económicos como políticos, que repercutirán fuertemente en la sociedad argentina. (Rapoport Mario y otros, 2000. p. 177)

Su propósito era exportar principalmente al mercado inglés y europeo en general, pero introduciendo una variante tecnológica haciendo uso de la técnica del enfriado. Esto posibilitó que produzcan para exportación carne enfriada que era muy parecida a la carne fresca en vez de carne congelada, ya que esta última perdía calidad.
Dada esta tecnología del enfriado los frigoríficos estadounidenses comenzarían a realizar determinadas demandas a los productores ganaderos.
Es decir, los frigoríficos norteamericanos, con una tecnología superior a la de los ingleses y argentinos, comenzaron a exigir a los ganaderos cambios en la producción de ganado para la producción de carne enfriada (chilled) en lugar de congelada, con el objetivo de penetrar en el mercado europeo, especialmente en el inglés, ofreciendo un producto similar a la carne fresca.
Entonces, y en primer lugar, surgió una cuestión técnica vinculada a la materia prima necesaria para los frigoríficos. La introducción de la industria de enfriado trajo consigo modificaciones en las razas ganaderas utilizadas y una redefinición de las zonas productivas, con la predominancia de razas finas de origen inglés como Shorthorn, Aberdeen Angus y Hereford. Esto también implicó una "expansión" de la región de la Pampa Húmeda, incluyendo áreas del sur y sudeste de Córdoba, el nordeste de La Pampa y el extremo sudeste de San Luis.
Además, como la carne enfriada tiene menor duración que la carne congelada, la enfriada dura unos 30 a 40 días la congelada varios meses pero perdiendo calidad, los frigorífico necesitaban ser provistos de ganado en forma continua. Esto generó la aparición de un nuevo tipo de ganadero, el invernador. Estos ganaderos, con acceso a mejores pasturas, podían garantizar una entrega periódica de ganado, lo que se volvió crucial para la industria frigorífica. Como resultado, los invernadores que poseían campos cercanos a los frigoríficos recibieron un trato preferencial en comparación con los criadores sin acceso a pasturas de calidad de las regiones más periféricas.
Por otro lado, los frigoríficos se centraban en la compra de ganado ya engordado listo para la matanza, procesamiento y exportación, y venta también en el merado interno. Dada la inversión que habían realizado, necesitaban contante suministro para conseguir gran volumen de ventas y recuperar la inversión.
La situación se agravaba por la poca disponibilidad de bodegas en los buques para el envío a Gran Bretaña, que había que reservar con antelación. La competencia generada en este entorno entre los distintos frigoríficos, provocó que se llegara a una serie de acuerdos para la distribución de las facilidades de transporte, que se denominaban "conferencias de fletes".  
El tema de las bodegas implicaba una distribución de cuota del ganado que se compraba para la exportación, por lo que los estancieros estaban limitados en sus posibilidades de comercialización, debido a que ante la insatisfacción con el precio de compra de un frigorífico, no podían ir a ofrecer ganado a otro frigorífico dado que las cuotas estaban ya cubiertas.  
Como se dijo con el arribo de los frigoríficos norteamericanos se generó disputa con los frigoríficos ingleses, lo que desemboco en varias etapas conflictivas.

### Etapas de la guerra
1- La primera inicia en 1908 y se extendió hasta poco antes de la Primera Guerra Mundial, y fue la presencia de Swift en el mercado y sus deseos de expandir la cuota asignada de exportación la que provocó en 1908 el estallido del conflicto. Para 1911 el mencionado club de chicago logró imponer en alguna medida su poder en el reparto de las cuotas de fletes, y luego en 1913, quedando la distribución de envíos de la siguiente manera, 41,35 % para los establecimientos norteamericanos, un 40,15 % para los británicos y un 18,5 % para los argentinos.
Durante la Primera Guerra Mundial las exportaciones de carnes refrigeradas de frigoríficos radicados en argentina inundaron el mercado británico. En este momento muchos estancieros obtuvieron muy importantes beneficios dada la competencia entre los frigoríficos; pero luego de que cayese considerablemente el precio en el mercado de Londres los frigoríficos empezarían a registrar pérdidas, por lo que decidieron cartelizarse repartiéndose el mercado y fijando el precio de compra de ganado en su propio beneficio.
2- La crisis del sector en los años 1921-1922, producto de un exceso de oferta en la posguerra y por consiguiente una caída de precios, reflejó duramente el conflicto entre los invernadores y los criadores. Los primeros ganaderos acaudalados y dueños de gran cantidad de animales, podían sobrevivir a la conmoción reteniendo su ganado hasta que los precios mejoraran o lograran algún beneficio particular por parte de los frigoríficos. Los criadores, en cambio, debían "malvender" sus novillos de inferior calidad a los frigoríficos o entregarlos para su engorde a los invernadores y, según decían, sufriendo ellos el impacto de la recesión.
El conflicto y crisis se reflejó en debates parlamentarios del momento y en la prensa de la época.
Un sector de la Sociedad Rural Argentina pedía que el Estado no intervenga en la industria, que era el sector de los invernadores; y otro sector el de los criadores pedía la intervención del Estado como ser fijando precios mínimos para la compra venta de ganado, ya que acusaban a los frigoríficos de obtener ganancias extraordinarias.
Por su parte los frigoríficos rechazaban la intervención estatal, diciendo que la solución debería ser aumentar la inversión, mejorar la productividad, mejorar las razas y la calidad, etc.
Luego de meses de discusión y negociación, el Congreso decidió la aprobación de cuatro leyes:
a) la construcción de un frigorífico administrado por el Estado en la ciudad de Buenos Aires, es el llamado Frigorífico Lisandro de la Torre.
b) la inspección y supervisión gubernamental del comercio de carnes
c) la venta del ganado sobre la base del peso en vivo
d) un precio mínimo para la venta de ganado de exportación y uno máximo para la venta local de carne.
Pero sobre este último punto de control de precios, poco después de sancionada esta legislación, quedó sin ejecución debido a que los frigoríficos suspendieron por completo sus compras y lograron que el gobierno la anulara, los frigoríficos reaccionaron de esta manera porque tenían poco poder político respecto de los chacareros de la Sociedad Rural.
3- En 1925, la guerra de carnes entre los frigoríficos tuvo otro episodio. Un explotación británica anunció la modernización y ampliación de su fábrica y solicitó el aumento de su cuota. Por su parte, Swift estaba construyendo una nueva planta en Rosario y los Vestey (de origen inglés) hacían lo propio en Dock Sud. Cuando los Vestey solicitaron un aumento de su participación a expensas de las otras empresas, comenzó el nuevo conflicto. Finalmente, en octubre de 1927, los empresarios de los frigoríficos llegaron a un acuerdo: los frigorífico norteamericanos son los que obtuvieron más beneficio consiguiendo una cuota mayor a la que poseían pasando a tener el 58,5 % de los embarques; los británicos bajaron al 29,64 % y los argentinos al 11,86 %. El comercio de la carne quedó configurado mostrando la supremacía estadounidense.
Igualmente, el conflicto entre criadores e invernadores no estaba todavía superado, y un nuevo episodio entre estos se producirá en la siguiente década . 
4- Otro suceso de gran impacto en el sector ganadero y la industria cárnica ocurrió en septiembre de 1926, cuando el Departamento de Agricultura de los Estados Unidos emitió una disposición que prohibía la importación de carne fresca o refrigerada, tanto vacuna, ovina como porcina, procedente de regiones afectadas por la fiebre aftosa. Esta medida afectó significativamente a Argentina, que tenía un gran interés en expandir sus exportaciones hacia Estados Unidos. A excepción de la región patagónica, el resto del territorio argentino estaba afectado por esta enfermedad.
El embargo estadounidense de carne, como se conoció a esta disposición del Departamento de Agricultura, tendría importantes repercusiones en la posición económica internacional del país. Debido a la reacción de diversos intereses económicos y políticos internos ligados al negocio ganadero, esta medida contribuyó a reducir la esfera de influencia argentina. En respuesta, se intentó restablecer relaciones directas con Gran Bretaña, adoptando el lema "comprar a quien nos compra".
En resumen, la era de los frigoríficos marcó un cambio significativo en el sector ganadero e industrial argentino, transformando las prácticas de producción y comercialización de carne y teniendo un impacto duradero en la economía y la sociedad del país.